# Mikael Ericsson
Pas d'image ? Cliquez ici
Mikael Ericsson est un ancien pilote de rallye suédois, né le 28 février 1960.
Il débuta en compétition en 1978, et sa carrière en WRC au rallye de Suède 1981, pour l'achever dans cette même course en 1993.

## Victoires
| # | Course                | Année | Copilote       | Voiture                | Écurie                     |
| - | --------------------- | ----- | -------------- | ---------------------- | -------------------------- |
| 1 | 9º Rallye d'Argentine | 1989  | Claes Billstam | Lancia Delta Integrale | Martini Lancia             |
| 2 | Rallye des 1000 lacs  | 1989  | Claes Billstam | Mitsubishi Galant VR-4 | Mitsubishi Ralliart Europe |
(4e du championnat mondial cette année-là)
(il fut également 2e du rallye arctique en 1984)